# Пірамідоголовий

Картина «Туманний день, останки правосуддя» з зображенням ката-Пірамідоголового

Пірамідоголовий або ж Голова-піраміда (англ. Pyramid Head, яп. 赤い三角頭, букв. «червона трикутна голова») — неофіційне ім'я вигаданого монстра із серії відеоігор Silent Hill.

## Зовнішність

### УSilent Hill 2
Пірамідоголовий, із блідо-сірою шкірою та у забруднених кров'ю фартухові й рукавицях, що нагадують одяг патологоанатома або м'ясника. Основна прикмета Голови-піраміди — величезний шолом у формі чотирикутної, скошеної назад металевої піраміди. На «піраміді» немає ніяких прорізів або щілин для очей, крім темного квадрата трохи ліворуч від осі.
Зброєю в Голови-піраміди є гігантський двометровий ніж і спис. Пірамідоголовий не розмовляє, видаючи утробні звуки начебто бурчання або стогонів. Його важкий подих під шоломом-«пірамідою» нагадує Дарт Вейдера з Зоряних воєн.

### У фільміСайлент Хілл
У фільмі «Сайлент Хілл» дизайн Пірамідоголового був змінений. Змінилася форма шолома-«піраміди» — вона була спрямовано одним ребром уперед, з вершиною, що видається вперед, на зразок гострого дзьоба; в «піраміді» з'явилися забрані дротяною сіткою прорізи для огляду, і її колір був змінений з темно-червоного на сірий. Замість колишнього фартуха й рукавичок Пірамідоголовий носить фартух з людської шкіри, а його торс і руки оголені. Сам Пірамідоголовий у фільмі набагато вище (його зріст у фільмі — 7 футів, близько 215 см) і ширше в плечах, ніж у грі, також у нього гіпертрофована мускулатура. Крістоф Ганс, режисер фільму пояснював це тим, що у фільмі він хотів уявити Голову-піраміду «з жіночої перспективи» і вподібнити його Анубісу, богу смерті й підземного царства в давньоєгипетській міфології.

## Ім'я
Єдиної офіційної назви в цієї істоти немає, у грі воно залишається безіменним. Головний герой «Silent Hill 2» називав монстра «Пірамідоголовий» (англ. Pyramid Head), і ця назва прижилася в грі. Проте, у різних англомовних джерелах використовуються назви Red Pyramid Thing або Red Triangle Thing. Крістоф Ганс, режисер фільму «Сайлент Хілл», відзначав, що розробники з «Konami», з якими він листувався в ході створення фільму, використовували термін «Трикутна голова» (англ. Triangle Head, яп. 三角頭).

## Пірамідоголовий та Вальтіель
Якщо уважно придивитися до вигляду Голови-піраміди з 2-ї частини й Вальтіеля з 3-й, то можна побачити, що їх одяг повністю ідентичний. Вони відрізняються головами, у Голови-піраміди шолом, а у Вальтіеля забинтована голова.
Є припущення що «Konami» не стали робити нову модель, а взяли образ Голови-піраміди, лише поміняли голову. Такий же трюк був зроблений з Анжелою Ороско в 3-й частині, де ми вперше бачимо Клозера пожираючого чиєсь тіло, у Торговому Центрі. Це насправді модель Анжели, а текстури просто із заміненою палітрою.

## Символізм образу
В альманасі «Lost Memories»  творці гри відзначали, що образ Голови-піраміди з'явився в результаті змішання підсвідомих страхів Джеймса Сандерленда і подій міста Сайлент-Хілл. Сама зовнішність Голови-піраміди була запозичена в символічної форми катів з в'язниці Толука (англ. Toluca), до часу гри вже багато років як не функціонуючої й зверненої в музей «Історичного Суспільства Сайлент-Хілла» (англ. Silent Hill Historic Society). Джеймс міг бачити зображення ката на картині, що перебуває в одній з кімнат музею, що й зображувала ката на тлі підвішених у металевих каркасах жертв страти. По суті, Пірамідоголовий існує лише в його уяві, інші персонажі гри монстра не бачать.
Почуття провини й бажання бути покараним за вбивство улюбленої дружини змушують Голову-піраміду переслідувати Джеймса. Він раз за разом жорстоко вбиває Марію — звабливого двійника Мері, що щораз повертається до життя; суть убивств — мучительство самого Джеймса. Після вбивства іншого героя гри — Едді Домбровскі — мучення Джеймса збільшуються, і у фінальній його зустрічі з Головою-пірамідою з'являються відразу два кати. У діяльності Голови-піраміди є інший зміст: убивства й катування, які він робить, повинні розбудити у свідомості Джеймса спогади про дійсність убивства Мері, змусити його визнати реальність вигнаних з пам'яті спогадів. Коли Джеймс це робить — Пірамідоголовий залишає його: обидва кати убивають себе самі.

## Появи в іграх

### Silent Hill 2
Уперше Джеймс бачить Голову-піраміду в багатоквартирному будинку «Wood Side Apartments», біля входу у квартиру 208. 
Другий раз Джеймс зустрічає Голову-піраміду на кухні квартири 307, де той убиває двох монстрів-«манекенів». 
Наступного разу Джеймс зустрічає монстра в підвалі іншого багатоквартирного будинку Blue Creek Apartments, де той насилує «оманний силует», а потім намагається зарубати Джеймса велетенським ножем.
Потім Пірамідоголовий атакує Джеймса на даху госпіталю Брукхевен, а потім переслідує героїв — Джеймса й Марію — у заплутаному підвалі госпіталю, при цьому Марія гине в перший раз. 
Після цього, Голову-піраміду можна зустріти у двох місцях у лабіринті, один раз — біля його власної кімнати.  
Нарешті, у згорілому готелі Джеймс зустрічає відразу двох катів — вони вбивають списами розп'яту на металевому каркасі Марію, а потім вступають у бій із Джеймсом. По закінченню бою Голови-піраміди вбивають себе, протикаючи собі горло списами.
Хоча Пірамідоголовий і вважається босом, він зовсім невразливий. У грі шум радіо не реагує на Голову-піраміду.

### Silent Hill 3
На картині «Творіння» у церкві Сайлент-Хілла, відвідуваною героїнею біля кінця гри, можна помітити фігуру із червоною пірамідою на голові, що дуже нагадує Голову-піраміду. У дійсності це індійський бог Кзучілпаба, один з «прабатьків» образу Голови-піраміди.

### Silent Hill: Origins
У палаючому будинку Ґіллеспі на сходовому майданчику можна помітити картину із зображенням Голови-піраміди зі списами в руках; інша картина, що також зображує Голову-піраміду зі списом, знаходиться в кімнаті 503 готелю «У ріки» 
Один із монстрів гри — «М'ясник» — нагадує Голову-піраміду як за зовнішністю (трикутна металева маска, фартух, величезний тесак як зброя), так і за поведінкою (тяга до насильства, убивства інших монстрів, постійне повернення). Він теж служить свого роду катом.

### Silent Hill: Homecoming
Пірамідоголовий з'являється в цій грі п'ять раз, причому його вигляд аналогічний вигляду Голови-піраміди з фільму «Сайлент Хілл».
Перший раз Голову-піраміду показують після вступного ролика. Пізнати його можна тільки по величезному тесакові. Пірамідоголовий убиває одного з лікарів і тягне його вглиб будинку.
Наприкінці рівня «Кошмар» протагоніст заходить у ліфт. Далі він чує дивний скрип заліза, начебто хтось по підлозі волочить щось величезне. У наступний момент його протикають тесаком. 
В отеленні «Ground Hotel» Пірамідоголовий проходить повз Алекса, що сховався. 
Потім він з'являється в церкві, де розрубує батька головного героя навпіл.
Останній раз Пірамідоголовий з'являється в однойменній кінцівці.

### Silent Hill: The Arcade
Пірамідоголовий з'являється в грі для ігрових автоматів «Silent Hill: The Arcade». Живе в госпіталі й за зовнішністю скоріше нагадує Голову-піраміду з фільму «Сайлент Хілл» — із дзьобоподібним шоломом-пірамідою й оголеним торсом

### New International Track & Field
Пірамідоголовий з'являється у відеогрі «New International Track & Field» для Nintendo DS як ігровий персонаж. У стилістиці гри (тібі) у нього гіпертрофована голова й маленьке тіло, озброєний жердиною. При цьому вид шолома-піраміди знову ж запозичений з фільму.

## Неігрові появи

### Комікси
Пірамідоголовий з'являється в коміксі «Paint it Black» по всесвіту Silent Hill, атакуючи Айка і його команду разом з величезною зграєю монстрів-«собак».

### Сайлент Хілл (фільм)
Хоча сюжет фільму 2006 року заснований на подіях першої гри (де Пірамідоголовий був відсутній), він з'являється у фільмі, у Мідвічській початковій школі, із приходом тьми нападаючи на героїнь — Розу да Сільву і Сибіл Бенетт. Пірамідоголовий з'являється в кадрі серед величезної хвилі «тарганів» з величезним ножем в одній руці й трупом убитого сектанта в іншій; коли жінки замикаються від нього в кімнаті, він протикає сталеві двері своїм ножем, намагаючись убити героїнь, а потім просовує в руку у щілину, що утворилася. Сибіл розстрілює руку Голови-піраміди в упор з пістолета, змушуючи монстра відступити (але рани від куль гояться практично миттєво).
Другий раз Пірамідоголовий з'являється біля церкви, також із приходом тьми. Коли сектантка Анна, забувши укритися в церкві, закидає «відступницю» Далію Ґіллеспі каменями, та вказує на кривдницю пальцем, і за спиною Ганни зі сміття й пилу формується тіло Голови-піраміди. Пірамідоголовий піднімає Ганну в повітрі, здирає з неї одяг, а потім і шкіру й жбурляє обдертою шкірою у двері церкви, що закриваються, виступаючи саме як кат.